# Zbór Kościoła Ewangelicznych Chrześcijan w Żninie
Zbór Kościoła Ewangelicznych Chrześcijan w Żninie – ewangeliczna wspólnota chrześcijańska, należąca do Kościoła Ewangelicznych Chrześcijan.

## Charakterystyka
Zbór w Żninie jest częścią Kościoła Ewangelicznych Chrześcijan, należącego do rodziny wolnych kościołów protestanckich.

## Działalność
Nabożeństwa odbywają się w każdą niedzielę o godzinie 11:00 i czwartki o 18:00. Podczas niedzielnych nabożeństw odbywają się zajęcia Szkoły Niedzielnej dla dzieci. Zbór prowadzi również działalność społeczną i współpracuje z innymi kościołami oraz organizacjami o charakterze ewangelicznym.